# Khalid Al-Muwallid
Khalid Al-Muwallid (ur. 23 listopada 1971 w Dżudda) – piłkarz Arabii Saudyjskiej, występujący na pozycji pomocnika. Uczestnik mundialu w USA 1994 i we Francji 1998.

## Kariera
Przez całą swoją karierę bronił barw dwóch klubów z Dżuddy. Karierę rozpoczął w Al-Ahli Dżudda, a zakończył w Ittihad FC.
Z reprezentacją Arabii Saudyjskiej prócz finałów mistrzostw świata wystąpił na trzech Pucharach Konfederacji (1992, 1995 i 1997), dwóch Pucharach Azji (zwycięstwo 1996 i srebro 1992), dwóch Pucharach Narodów Arabskich (2. miejsce 1992 i zwycięstwo 1998) i dwóch Pucharach Narodów Zatoki Perskiej (zwycięstwo 1994 i 2. miejsce 1998).